# Emil Bartelt
Emil Bartelt (* 8. Februar 1870 in Itzehoe; † 11. April 1947 in Bredstedt) war ein deutscher Verwaltungsjurist und Oberbürgermeister von Wilhelmshaven.

## Karriere
Bartelt absolvierte ein Studium der Rechts- und Staatswissenschaften an den Universitäten Freiburg und Kiel. Anschließend arbeitete er als Magistratsassessor in Flensburg und ab 1. April 1903 als besoldeter Stadtrat in Eberswalde.
Einstimmig wurde Bartelt am 28. April 1906 zum Wilhelmshavener Bürgermeister gewählt. Er übernahm das Amt am 1. Oktober 1906 als Nachfolger von Hans Ziegner-Gnüchtel. Bartelt verfolgte eine pragmatische Politik und versuchte, die wirtschaftliche Entwicklung der Stadt auf solider finanzieller Grundlage voranzubringen. Durch langwierige Verhandlungen mit der Reichsregierung über den beschleunigten Ausbau der Kaiserlichen Werft konnte er den drohenden Zusammenbruch des spekulativ aufgeblähten Wilhelmshavener Wohnungs- und Grundstücksmarkts abwenden. Weiterhin sah er es als eine wichtige Aufgabe an, Wilhelmshaven zu einer Kreisfreien Stadt zu machen. Dies gelang am 1. April 1919. Im gleichen Jahr wurde Bartelt wiedergewählt, nun mit der Amtsbezeichnung Oberbürgermeister. Während des Ersten Weltkrieges oblag ihm die Aufgabe, die Einwohner mit Lebensmitteln und Bedarfsgütern zu versorgen. Zeitgleich war er in den Kriegsjahren von 1915 bis 1919 Mitglied des Hannoverschen Provinziallandtages für den Wahlbezirk Wittmund. Am 1. September 1919 wechselte er die Wahlkreise. Nachrücker im Wahlkreis Wittmund wurde Raint Janßen, er selbst übernahm den Wahlkreis Wilhelmshaven-Stadt. 1920 schied er aus dem Provinziallandtag aus und wurde als stellvertretendes Mitglied in den Provinzialausschuss gewählt.
Seit dem Ende des Krieges setzte sich Bartelt, der inzwischen einen wohlgeordneten und qualifizierten Beamtenapparat aufgebaut hatte, entschieden für die Eigeninitiative privater Unternehmen ein. Damit wollte er die von der auf 15.000 Mann reduzierten Reichsmarine nicht mehr benötigten Gebäude und Werften einer wirtschaftlich sinnvollen Nutzung zuführen. Der Bedarf nach Abwrackkapazitäten führte nur kurzfristig zu einem Boom in diesem Bereich. Die Einführung der Rentenmark im Spätherbst 1923 machte dem ein jähes Ende und fast alle neu angesiedelten Unternehmen mussten schließen. Ab 1925 konnten viele Arbeitslose durch Notstandsarbeiten im Baubereich, also Arbeitsbeschaffungsmaßnahmen zur Umsetzung verschiedener städtebaulicher Projekte, wie Eindeichungen, Erweiterung von Parks und städtischer Verwaltungsbauten kurzfristig beschäftigt werden. Dazu kam am 6. Oktober 1925 der sog. WRIHALA-Vertrag (benannt nach der Wilhelmshaven-Rüstringer-Industriehafen- und Lagerhausgesellschaft) mit dem Reichswehrministerium und der Admiralität zustande, der gemischtwirtschaftliche Unternehmungen der Stadtverwaltung fördern sollte. Auch hier waren allerdings die Erfolge gering.
Erfolgreicher war die Belebung des Seebadewesens, mit dem in der zweiten Hälfte der 1920er Jahre versucht wurde, der Stadt mit dem Ausbau des Fremdenverkehrs ein weiteres zivil-wirtschaftliches Standbein zu schaffen. Bis 1932 ansteigende Gästezahlen sorgten dann auch für eine vorübergehenden Verbesserung der wirtschaftlichen Situation der Stadt. 
1933 musste Bartelt auf Druck der Nationalsozialisten zurücktreten und wurde am 22. Juni im Zuge der Gleichschaltung der Kommunalverwaltungen durch das NSDAP-Mitglied Carl Heinrich Renken zunächst kommissarisch, am 20. Dezember 1933 dann offiziell ersetzt. Bartelt wurde beurlaubt und ist nachträglich durch ein Dienststrafverfahren diskreditiert worden.